# 奥查加维亚
奥查加维亚（西班牙語：Ochagavía，西班牙語發音：[otʃaɣaˈβi.a]，巴斯克語發音：[ots̺aɣaβi.a]）是西班牙纳瓦拉的一个市镇。总面积129平方公里，总人口666人（2001年），人口密度5人/平方公里。